# Adam Massalski

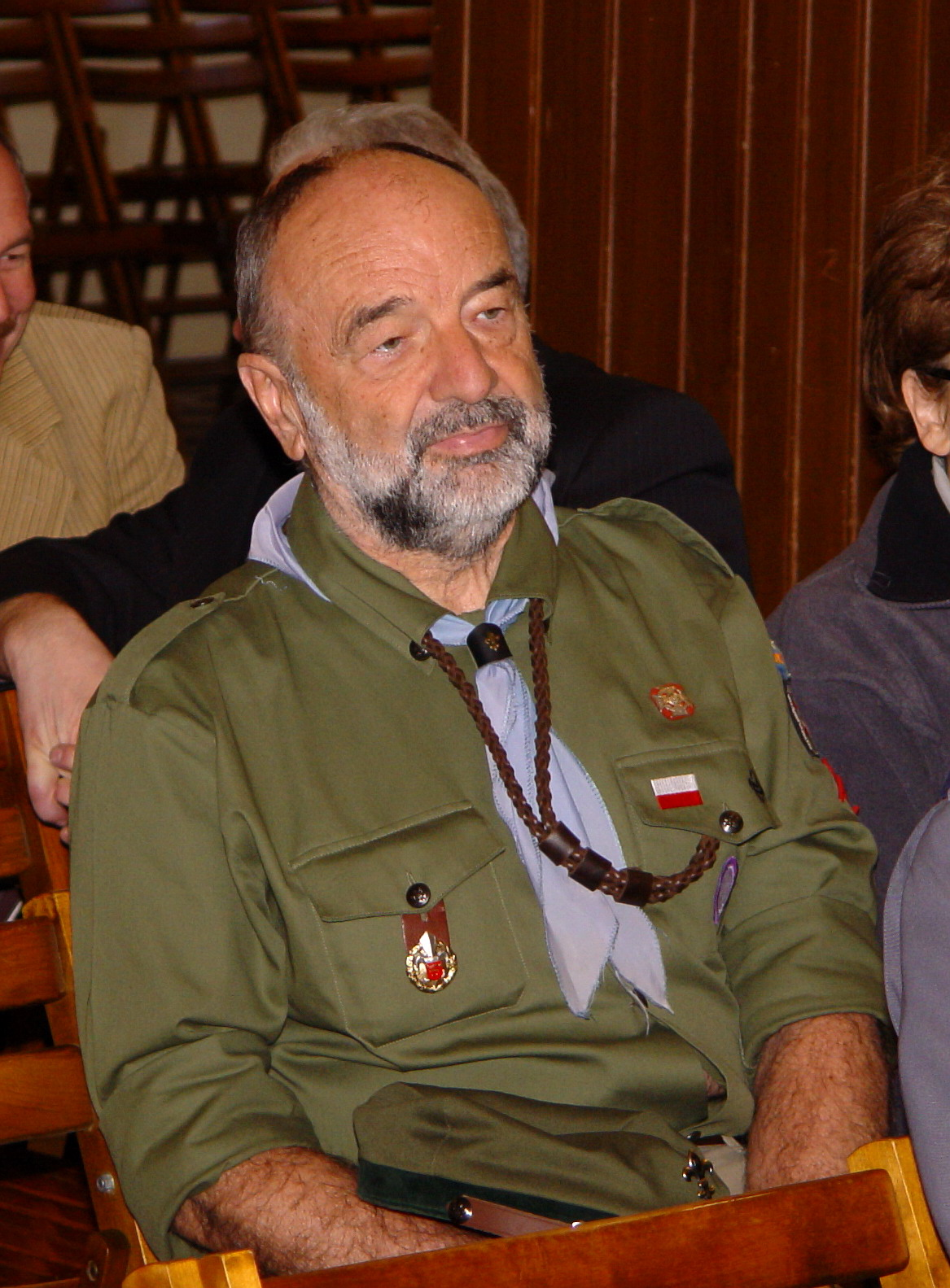
Przewodniczący ZHP hm. Adam Massalski

Adam Zygmunt Massalski (ur. 7 czerwca 1942 w Kielcach) – polski historyk, nauczyciel akademicki, profesor nauk humanistycznych, w latach 1999–2005 rektor Akademii Świętokrzyskiej, senator VI i VII kadencji, przewodniczący Związku Harcerstwa Polskiego (2007–2013).

## Życiorys

### Wykształcenie i praca naukowa
W 1965 ukończył studia na Wydziale Filozoficzno-Historycznym Uniwersytetu Jagiellońskiego w Krakowie. W 1972 obronił doktorat, habilitował się w 1985. Tytuł profesora otrzymał w 2001, dwa lata później objął stanowisko profesora zwyczajnego.
Od 1965 do 1972 pracował w Wojewódzkim Archiwum Państwowym w Kielcach. W 1973 został zatrudniony w Wyższej Szkole Nauczycielskiej w Kielcach, przemianowanej na Wyższą Szkołę Pedagogiczną. Od 1978 kierował Zakładem Bibliotekoznawstwa i Informacji Naukowej, w latach 1988–1996 Instytutem Historii WSP. Od 1990 do 1993 sprawował obowiązki prorektora, a w latach 1999–2005 pełnił funkcję rektora WSP, przemianowanej w okresie jego urzędowania na Akademię Świętokrzyską. Kieruje Zakładem Historii Oświaty Kultury i Nauki w Instytucie Historii. Wykładał też w WSP w Rzeszowie i w WSP w Częstochowie. Od 1996 współpracuje z Wszechnicą Świętokrzyską.
Specjalizuje się w zagadnieniach dotyczących dziejów oświaty i nauki na ziemiach polskich w XIX i XX wieku, a także historii społecznej i regionalnej. Jest autorem licznych publikacji naukowych.
W 2009 otrzymał tytuł doktora honoris causa Uniwersytetu Pedagogicznego im. Komisji Edukacji Narodowej w Krakowie.

### Działalność społeczna
Od 1957 należy do Związku Harcerstwa Polskiego. W latach 1973–1977 zasiadał w Radzie Naczelnej ZHP. W 2007 Zjazd Nadzwyczajny ZHP wybrał go na funkcję przewodniczącego ZHP. Funkcję tę pełnił do 2013.
Należy do Polskiego Towarzystwa Turystyczno-Krajoznawczego. 4 września 2009 na XVII Walnym Zjeździe PTTK otrzymał godność członka honorowego PTTK.
W 1965 został członkiem Polskiego Towarzystwa Historycznego (w latach 70. był sekretarzem i prezesem oddziału w Kielcach). Od 1968 należy do Kieleckiego Towarzystwa Naukowego, w latach 1989–2010 sprawował funkcję prezesa zarządu. Wchodził też jako jego przedstawiciel w skład Rady Towarzystw Naukowych przy Prezydium PAN. W latach 1991–2004 pełnił funkcję prezesa zarządu wojewódzkiego i regionalnego Towarzystwa Wiedzy Powszechnej, był też wiceprzewodniczącym zarządu głównego (2001–2004), a w 2002 p.o. prezesa. Przez kilka kadencji zasiadał w Okręgowej Komisji Badania Zbrodni Hitlerowskich w Kielcach. Został również członkiem honorowym Radomskiego Towarzystwa Naukowego.

### Działalność polityczna
W latach 1994–1998 sprawował mandat radnego Kielc, reprezentował tę radę w sejmiku samorządowym województwa kieleckiego. W wyborach samorządowych w 1998 bezskutecznie ubiegał się o mandat radnego sejmiku świętokrzyskiego z listy Unii Wolności. 
W wyborach parlamentarnych w 2005 został wybrany na senatora VI kadencji z listy Prawa i Sprawiedliwości w okręgu kieleckim. W wyborach parlamentarnych w 2007 po raz drugi uzyskał mandat senatorski, otrzymując 134 185 głosów. W 2011 nie ubiegał się o reelekcję.

## Życie prywatne
Żonaty, ma dwoje dzieci.

## Odznaczenia
- Krzyż Komandorski Orderu Odrodzenia Polski (2013)[3]
- Krzyż Kawalerski Orderu Odrodzenia Polski (2001)[4]
- Złoty Krzyż Zasługi (1996)[5]
- Medal Stulecia Odzyskanej Niepodległości (2019)[6]
- Medal „Pro Bono Poloniae” (2023)[7])
- Odznaka Honorowa Województwa Świętokrzyskiego (2021)[8]
- Złoty Krzyż „Za Zasługi dla ZHP”